# 2009 au Mali

## Chronologie

### Janvier 2009
- 2 janvier 2009 : L'armée malienne engage une offensive dans le nord contre les positions d'un groupe de rebelles touareg dirigé par Ibrahim ag Bahanga, près d'un oued situé à l'ouest de la localité d'Aguel'hoc.

- 12 janvier 2009 :
  - L'armée malienne a attaqué les positions du groupe rebelle touareg dirigé par Ibrahim ag Bahanga faisant « des morts, des blessés et huit prisonniers ». L'opération dirigée par un officier originaire du nord s'est déroulée à 200 km à l'est de Kidal.
  - Durant une semaine des producteurs de coton africains venant de 13 pays de l'Ouest et du centre du continent, tous responsables ou techniciens de syndicats cotonniers, se sont réunis à Ségou avec une idée en tête, « Faisons nos affaires nous-mêmes », du nom de la session de l'Université du coton, dont ils suivent le deuxième module, après une semaine passée en 2008 au Burkina Faso[1].

- 22 janvier 2009 : 31 rebelles touareg du groupe dirigé par Ibrahim ag Bahanga sont tués à Bouréissa (nord-est) lors d'une opération « offensive » de l'armée malienne. Quelque prisonniers ont été faits et quatre véhicules armés et des munitions ont été saisis.

- 28 janvier 2009 : Ouverture à Ségou de la 5e édition du Festival sur le Niger jusqu'au 1er février. Des conférences débats ont porté sur les thèmes de la gestion de l’identité culturelle et la globalisation, de la migration et de la sauvegarde de l’environnement. Les concerts ont réuni de nombreux artistes maliens (Super Biton, Bassekou Kouyaté, Abdoulaye Diabaté, Babani Koné, Oumar Koïta, Haïra Harby, Adja Soumano, Bintou Soumbounou, Michelle Kaniba Traoré, Vieux Farka Touré, Mamadou Diabaté dit « Djélikedjan », Oumou Sangaré, Mamoutou Camara, Néba Solo, Cheick Tidiane Seck) et étrangers (Atlantida du Portugal, Les Amazones de Guinée, le groupe Mamar Kassey du Niger, Coumba Gawlo Seck du Sénégal et le groupe Marimbo du Mexique)[2].

### Février 2009
- 2 février 2009 : L'armée malienne refuse de suspendre son offensive militaire menée depuis plusieurs semaines dans le nord du Mali contre le groupe du chef rebelle touareg Ibrahim ag Bahanga, qui a demandé dimanche un cessez-le-feu.

- 5 février 2009 : à la suite d'une bataille menée par l'armée malienne contre un campement de rebelles touareg, un important groupe armé, poursuivi par l'armée, s'est réfugié sur le territoire algérien. Plusieurs véhicules, des vivres et des armes ont été abandonnés dans le campement attaqué qui serait celui du chef Ibrahim ag Bahanga.

- 10 février 2009 : l'équipe du Mali de football a rencontré l'équipe d'Angola de football lors d’un match amical au stade de Rouen (Seine-Maritime, France). Le Mali s'est imposé par 4-0 (Buts de Soumaïla Coulibaly, Mustapha Yatabaré, Frédéric Kanouté et Alphousseïny Keïta). Les 20 joueurs sélectionnés par Stephen Keshi étaient Mahamadou Sidibé, Oumar Sissoko, Adama Tamboura, Cédric Kanté, Adama Coulibaly, Souleymane Diamoutene, Drissa Diakité, Sidy Yaya Keita, Modibo Maïga, Seydou Keita, Soumaïla Coulibaly, Frédéric Oumar Kanouté, Mustapha Yatabaré, Mahamane Traoré, Bakaye Traoré, Bakary Soumare, Sambou Yatabaré, Souleymane Dembélé, Alphousseïny Keïta, Abdou Traoré et Tenema N'Diaye[3].

- 12 février 2009: Le président chinois Hu Jintao est en visite officielle, première étape de sa tournée africaine. Il a été accueilli par le président Amadou Toumani Touré qui l'a reçu au palais présidentiel à Koulouba sur les hauteurs de Bamako. Le Mali est un fidèle allié de Pékin depuis l'indépendance en 1960 de cette ancienne colonie française. Plusieurs conventions ont été signées, le président chinois annonce : « Nous allons augmenter nos investissements sur le continent […] la Chine maintiendra le volume de ses échanges avec le Mali, le continent africain ».

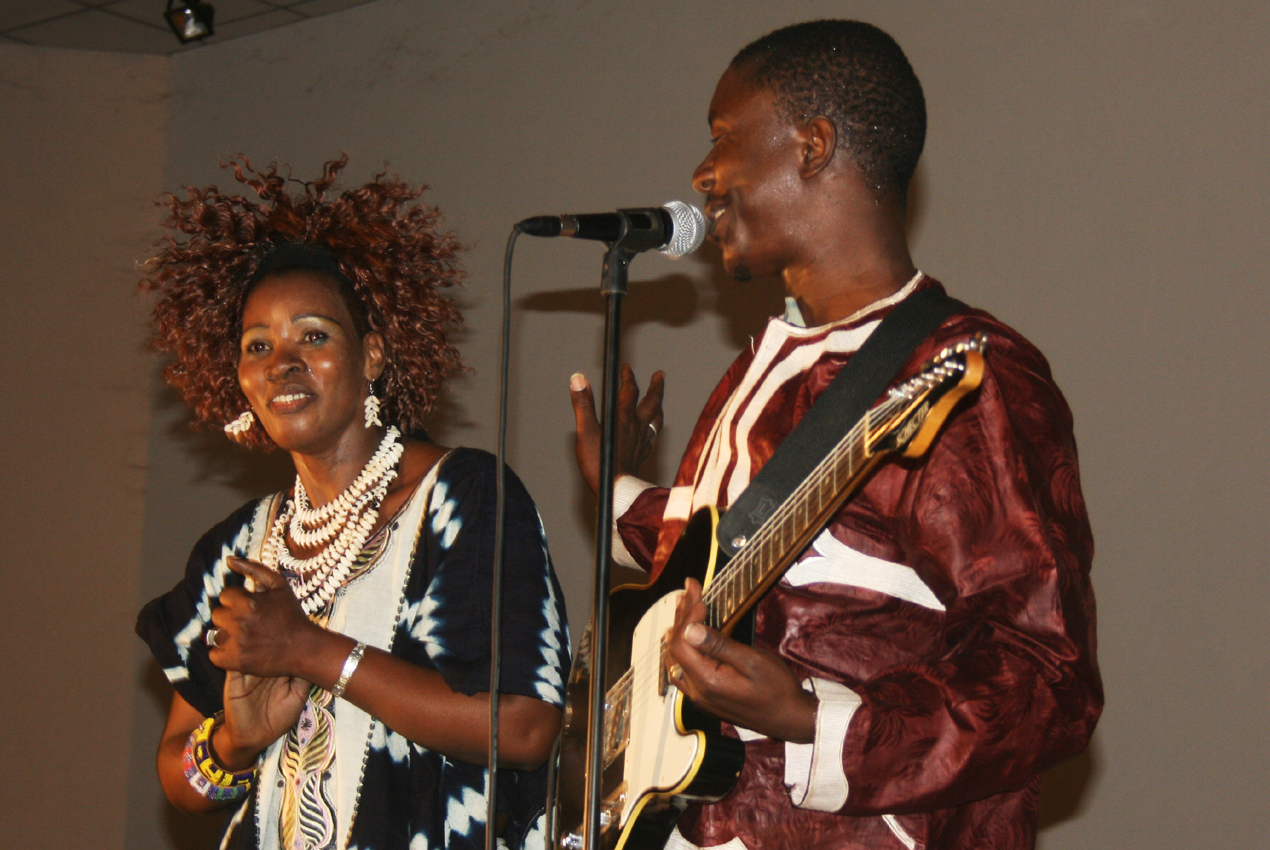
Sadio Sidibé et Baba Salah au Festival de Kayes Médine Tambacounda

- Du 12 au 15 février 2009 : La 5e édition du Festival de Kayes Médine Tambacounda s’est tenu à Kayes et dans sa région. La cérémonie d’ouverture a eu lieu à Fégui, village frontalier avec le Sénégal. Chaque soir des concerts ont réuni des artistes maliens et sénégalais : Nampé Sadio, Sadio Sidibé, Alou Sangaré et Chéché Dramé, Various de Kayes, Diwaan j, Baba Salah, Mah Kouyaté N°2.… Un défilé de mode de couturiers de Kayes et Tambacounda ainsi qu’une représentation théâtrale sur l’exode des jeunes ont également été présentés. Une remontée en pirogue du fleuve Sénégal de Kayes à Médine suivie d’une visite guidée du fort de Médine été programmée[4].

- 13 février 2009 : Le président Amadou Toumani Touré et son homologue chinois Hu Jintao ont posé la première pierre du troisième pont de Bamako. Baptisé Pont de l’amitié sino-malienne et financé par la coopération chinoise, ce pont doit être prêt pour les festivités du 50e anniversaire de l’indépendance du Mali en septembre 2010[5].

### Avril 2009

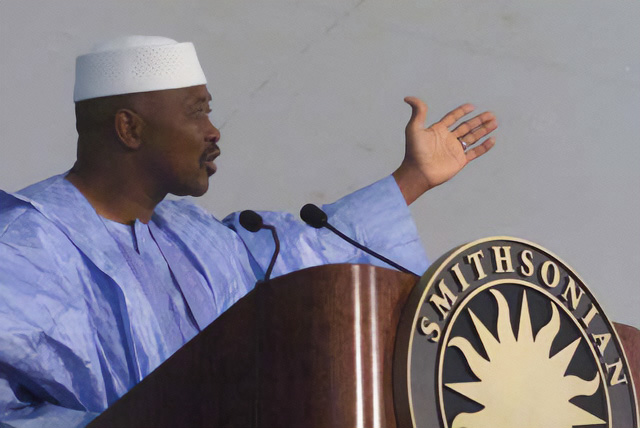
Amadou Toumani Touré
(juin 2003)

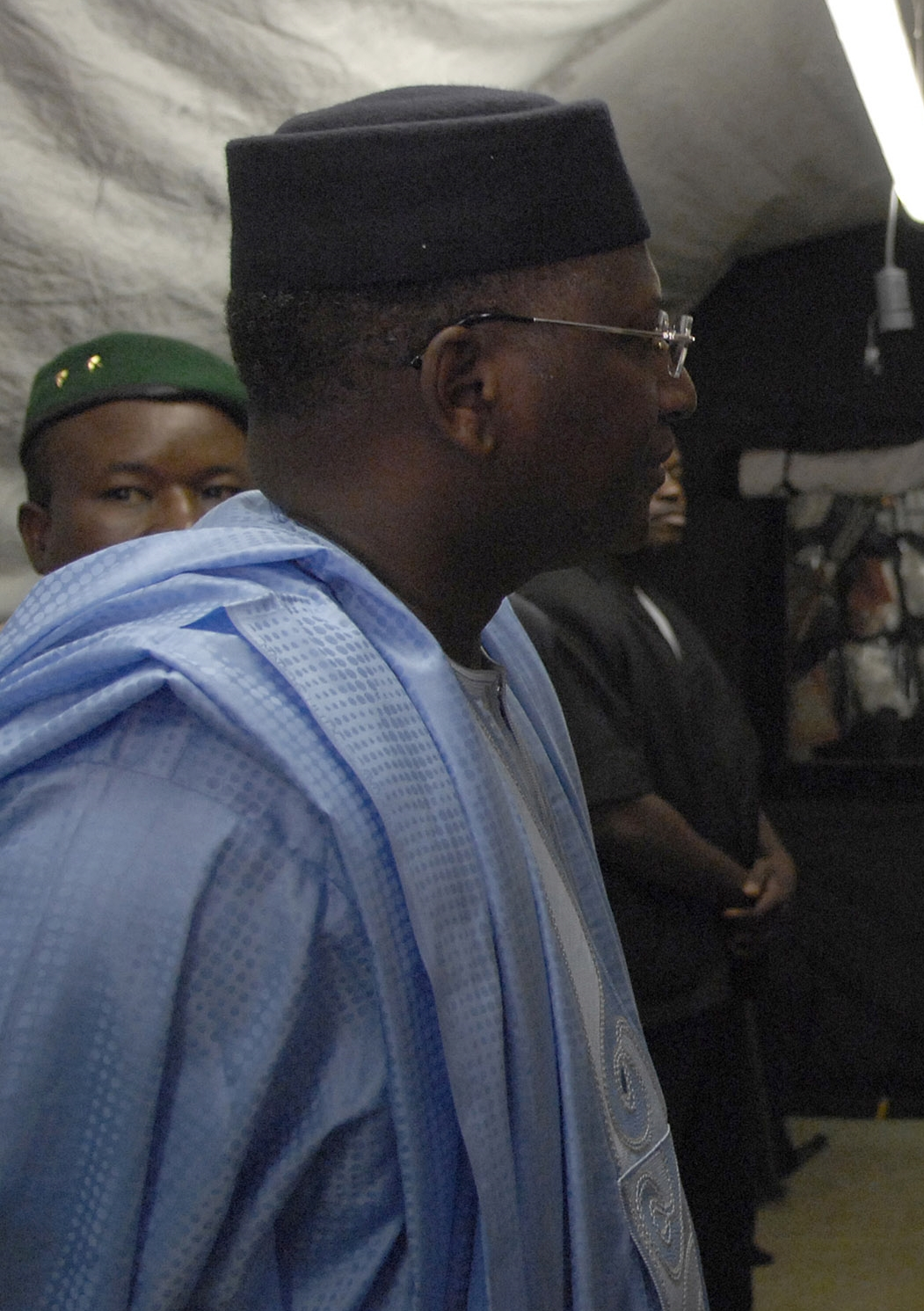
Modibo Sidibé
(juillet 2008)

- 9 avril 2009 : Le président Amadou Toumani Touré a procédé à un remaniement ministériel en gardant Modibo Sidibé comme Premier ministre[6] Voir : Gouvernement Sidibé II.

- 15 avril 2009 : 50 Maliens expulsés d'Espagne où ils étaient en « situation irrégulière » sont arrivés à l'aéroport de Bamako. Des centaines devraient prochainement être aussi expulsés depuis l'Espagne et le Mozambique. Le Mali est un important pays d'émigration vers l'Europe, en particulier l'Espagne et la France. Des ressortissants maliens sont également présents dans de nombreux pays africains.

- 22 avril 2009 : Les deux diplomates canadiens et les deux touristes suisse et allemande, dont les enlèvements au Niger avaient été revendiqués par la branche nord-africaine d'Al Qaïda, ont été libérés dans le Nord du pays.

- 25 avril 2009, l'équipe du Mali de football a rencontré pour un match amical l'équipe de Guinée équatoriale de football au Stade omnisports Modibo-Keïta de Bamako. Le Mali l’a emporté trois buts à 0, buts marqués par Sékou Camara (16e minute), Idrissa Traoré (38e) et Amadou Diamouténé (87e). Le sélectionneur des Aigles Stephen Keshi et l'entraîneur national-adjoint, Mad Coulou ont fait appel à des joueurs des clubs évoluant dans le Championnat du Mali de football: Mahamadou Mariko, Souleymane Dembélé, Mohamed Konaté (Djoliba AC) Soumbeyla Diakité, Abdoulaye Maïga, Aboubacar Tambadou (Stade malien de Bamako) Cheick Fantamady Diarra, Sékou Camara, Moustapha Kondé (Centre Salif Keita) Amadou Diamouténé, Bassirou Bamba (Cercle olympique de Bamako) Zoumana Doumbia, Founèkè Sy, Koma Bily Kéïta (Jeanne d’Arc) Cheick Oumar Ballo (Association sportive de Korofina) Chébane Traoré (CS Dougouwolowila) Oumar Sidibé, Almamy Sogoba et Drissa Traoré (AS Real Bamako) et Moussa Camara (Sigui de Kayes)[7].

- 26 avril 2009 : Des élections communales ont eu lieu dans les 703 communes du Mali. L'Adéma-Pasj arrive largement en tête suivie par l'URD puis le RPM.

### Mai 2009
- 3 mai 2009 : À l'occasion de la Journée internationale de la liberté de la presse, l'association Reporters sans frontières présente le Mali comme « l'un des pays les plus respectueux de la liberté de la presse sur le continent » africain et vante son réseau de radios : « Seuls quelques cas isolés d'agressions de journalistes viennent tempérer ce constat […] Bien sûr, au Mali la loi n’est pas parfaite, la presse est pauvre et les hommes politiques sont parfois irritables. Mais la liberté de la presse est une réalité […] Avec une trentaine d'hebdomadaires et une demi-douzaine de quotidiens, la presse écrite reflète bien la diversité culturelle du pays […] Plus fort encore est le réseau de plus de 130 radios, locales ou nationales[… ce qui est] un record en Afrique francophone [… Le Mali] fait office de pionnier en la matière : c'est en 1991 qu'a été créée la première radio libre du pays ». Dans les villages isolés, la radio reste souvent le seul média accessible.

- 13 mai 2009 : Le Conseil des ministres adopte le projet de loi portant Code des personnes et de la famille. Ce projet est le fruit de plusieurs années de concertations avec les différentes sensibilités depuis 2000. Il transpose les différents textes régissant le droit de la personne et de la famille et adopte de nouvelle mesure comme l’âge minimum du mariage, fixé à 18 ans pour les hommes et les femmes, et la pleine capacité juridique de la femme à l’instar de l’homme dans le mariage. Ce projet de loi doit maintenant être adopté par l’Assemblée nationale[8].

- 31 mai 2009 : l’organisation islamiste terroriste Al-Qaïda au Maghreb islamique a annoncé avoir assassiné l’otage britannique Edwen Dyer. L’otage britannique faisait partie d’un groupe de 4 touristes enlevés fin janvier au Niger à proximité de la frontière malienne et retenu en captivité dans le nord du Mali. Deux otages avaient été libérés le 22 avril. Un Suisse reste toujours prisonnier du groupe terroriste qui avait demandé la libération de l’islamiste radical jordanien, Abou Katada, détenu en Grande-Bretagne depuis 2005[9]

### Juin 2009
- 3 juin 2009 :
  - Le président Amadou Toumani Touré a nommé M’Bam Diatigui Diarra, avocate et ancienne présidente de l'Association malienne des droits de l'homme, en qualité de médiateur de la République[10].
  - Le premier ministre britannique Gordon Brown estime que le britannique, Edwin Dyer, a été assassiné le 31 mai au Mali par une cellule d'Al-Qaïda au Maghreb islamique (AQMI) parce que le gouvernement britannique ne répondait à ses exigences. Le premier ministre britannique condamne « fermement » cet « acte de terrorisme atterrant et barbare » : « Cette tragédie renforce notre engagement à combattre le terrorisme. Cela renforce notre détermination à ne jamais accepter les demandes des terroristes ou à payer des rançons […] Je veux que ceux qui voudraient utiliser le terrorisme contre les citoyens britanniques sachent sans aucun doute que nous et nos alliés les pourchasserons sans relâche et qu'ils feront face à la justice comme ils le méritent ». Le groupe demandait que Londres remette en liberté l'islamiste radical Abou Qatada « Al-Filistini » (le Palestinien), un homme présenté par les autorités britanniques comme l'un des membres les plus dangereux du « Londonistan », la mouvance islamiste radicale implantée dans la capitale britannique. Le premier ministre britannique déclare que le président du Mali Amadou Toumani Touré « a le soutien entier [des britanniques] pour se débarrasser d'Al-Qaïda dans son pays »[11].

- 5 juin 2009 : Six élus locaux de la ville de Tombouctou (nord-ouest) sont enlevés par des hommes armés. « Ceux qui les retiennent » réclament pour les libérer une procuration pour l'élection d'une administration locale, le bureau de Conseil de cercle de Tombouctou. Cela apparaît être une « lutte de leadership » au niveau local[12].

- 8 juin 2009 : Le président Amadou Toumani Touré a donné une conférence de presse à l’occasion de l’anniversaire de son investiture pour faire le point sur la mise en œuvre du Programme de développement économique et social (PDES), son programme pour sa deuxième mandature. Il a affirmé qu’il respectera la constitution qui limite à deux le nombre de mandats en tant que président du Mali[13].

- 10 juin 2009 : Des islamistes du mouvement Al-Qaïda au Maghreb islamique (Amqi), ont tué le lieutenant-colonel Lamana Ould Bou à Tombouctou. Officier de l’armée malienne, il avait participé à l’arrestation d’islamistes dans le nord du Mali[14].

- 12 juin 2009 : Le député Oumar Mariko qui préside le groupe d'opposition Parena/Sadi a interpellé le ministre des Maliens de l'extérieur Badara Aliou Macalou sur la situation des maliens émigrés. Il a déploré le sort réservé aux sans-papiers expulsés de France, d’Espagne ou de Libye, dénoncé l’accord signé avec l’Espagne et souhaité que le gouvernement malien refuse de signer l’accord de réadmission voulu par la France[15].

- 13 juin 2009 : Un nouveau parti politique dénommé Convention pour la renaissance Faso Gnétaga a tenu son assemblée constitutive à la Bibliothèque nationale du Mali à Bamako. Son secrétaire général est Ousmane N’Diaye. Orienté vers les questions sociales, ce parti propose notamment l’accès aux droits fondamentaux (logement, nourriture, santé, éducation, emploi, justice…) pour les populations vulnérables au point de vue économique et social et l’enseignement fondamental obligatoire[16].

- 14 juin 2009 : Décès de l’imam de la Grand mosquée de Bamako Balla Kallé[17].

- 17 juin 2009, L’Assemblée nationale a adopté à l’unanimité les projets de loi relatifs respectivement à l'institution du régime d'assurance maladie obligatoire (AMO) et à la création de la Caisse nationale d'assurance maladie (CNAM). Cette assurance maladie obligatoire concernera « les fonctionnaires civils de l'État, et des collectivités territoriales, les militaires, les députés, les salariés, les pensionnés ainsi que les ayants droit de ces catégories, y compris leurs ascendants »[18].

- 16 juin 2009 : L’armée malienne affirme avoir attaqué une base de l’Al-Qaïda au Maghreb islamique (Amqi), branche algérienne d’Al-Qaïda située dans la localité de Garn-Akassa, à l'ouest de l'oasis de Tessalit à proximité de la frontière avec l’Algérie, et d’avoir tué 26 combattants islamistes[19],[20].

- 19 juin 2009 : Le maire sortant du district de Bamako, Adama Sangaré (Adéma-Pasj) a été réélu à l’unanimité des 27 conseillers du district[21].

- 21 juin 2009 : L’équipe du Mali de football a rencontré au stade du 26 mars à Bamako l’équipe du Bénin dans un match comptant pour la qualification pour la CAN et la coupe du monde 2010. Le Mali l’a emporté 3 à 1 (Buts de Modibo Maïga, Mamadou Diallo et Frédéric Kanouté pour le Mali; but de Séïdath Tchomogo pour le Bénin). L’équipe des Aigles était composée de Mahamadou Sidibé (capitaine), Adama Tamboura, Souleymane Diamoutene, Bakary Soumare, Drissa Diakité, Lassana Fané, Bakaye Traoré, Alphousseyni Keita, Jimmy Boubou Kébé, Souleymane Dembélé, Modibo Maïga, Mahamane Traoré, Mamadou Diallo et Frédéric Kanouté[22]

- 22 juin 2009 : La chanteuse Saranfing Kouyaté est décédée à Bamako[23].

- 25 juin 2009 : L'Association malienne des expulsés (AME) annoncé avoir porté plainte à Bamako contre Air France pour « abus de pouvoir », accusant la compagnie d'avoir refusé mercredi d'embarquer plusieurs ressortissants maliens sur le vol Bamako-Paris. Elle a par ailleurs affirmé qu'une autre plainte serait déposée contre une deuxième compagnie française, Aigle Azur, qui a également refusé d'accepter à bord de son vol de mercredi des Maliens, résidents en France. Les représentants des deux compagnies ont affirmé à Bamako qu'une circulaire de la PAF d'Orly interdit d'embarquer à direction de Paris les passagers disposant d'un récépissé d'une carte de séjour provisoire de trois mois, lorsque c'est la première demande de carte de séjour, car lorsqu'il s'agit de la première demande de carte de séjour, et qu'un récépissé de trois mois est délivré, le titulaire ne peut pas sortir du territoire français et y revenir avec un récépissé[24].

### Juillet 2009
- 3 juillet 2009 : Le Haut Commissariat des Nations unies pour les réfugiés recense près de 10 500 réfugiés mauritaniens, installés depuis une vingtaine d'années dans le cercle de Kayes (ouest). 80 % d'entre eux ont « clairement opté pour un rapatriement volontaire dans leur pays d'origine ». Entre 1989 et 1991, plusieurs dizaines de milliers de Mauritaniens ont fui les violences interethniques sévissant dans leur pays d'origine et trouvé refuge au Sénégal et au Mali (Kayes et Bamako). Depuis janvier 2008, le HCR procède au rapatriement volontaire de plusieurs milliers de réfugiés mauritaniens installés au Nord du Sénégal[25].

- 4 juillet 2009 : Selon le ministère de la Défense, depuis la veille, des « accrochages très meurtriers » se sont déroulés entre une patrouille de l'armée malienne, engagée dans des missions de contrôle dans la bande sahélo-saharienne, et des éléments d'Al-Qaïda au Maghreb islamique dans le secteur du nord-ouest. « Des pertes ont été enregistrées de part et d'autre » et les forces armées et de sécurité continuent « les opérations de poursuite sur le terrain ».

- 7 juillet 2009 : Le président Amadou Toumani Touré déclare que son pays mène une « lutte totale contre al-Qaida », après l'annonce d'accrochages « très meurtriers » entre l'armée et des éléments de la branche maghrébine d'al-Qaida dans la région de Tombouctou (nord-ouest).

- 8 juillet 2009 : Al-Qaïda au Maghreb islamique annonce avoir tué 28 soldats maliens dans une récente attaque dans le nord du Mali, et avoir capturé lors de l'attaque, trois autres militaires. L'organisation terroriste s'en prend au président Amadou Toumani Touré qu'elle accuse d'avoir engagé son armée contre ses éléments avec le soutien des Occidentaux[26].

- 9 juillet 2009 : Plus d'un millier d'altermondialistes venus d'Afrique et d'ailleurs participent à Bandiagara (nord du Mali) au sommet des pauvres, organisé en parallèle à la réunion du G8 en Italie, pour demander une « juste répartition des richesses ». Selon la présidente du sommet, Barry Aminata Touré : « Il est maintenant temps que le Nord prenne conscience de la nécessité d'aider les pays pauvres. Ce n'est même pas une aide que nous demandons. Nous voulons une juste répartition des richesses, c'est tout ». Plusieurs participants ont insisté sur la nécessité pour le Nord de revoir « positivement » son attitude sur le dossier des migrations, estimant anormal le durcissement des « conditions d'entrée en France ». Plusieurs manifestations sont prévues, dont une « Conférence populaire paysanne » et un « Marché des peuples » proposant des produits africains pour encourager les Africains à « consommer local »[27].

- 12 juillet 2009 : Un otage suisse, Werner Greiner, enlevé le 22 janvier au Niger et détenu par al-Qaïda au Maghreb islamique dans le nord du Mali est libéré. Selon le journal arabophone algérien El Khabar, « une rançon d'au moins trois millions d'euros » a été versée pour la libération. L'argent de la rançon a été transféré d'une banque située dans une capitale européenne vers une agence bancaire au Burkina Faso avant d'être remis à deux intermédiaires, ce que dément le Département fédéral des affaires étrangères suisse[28].

- 15 juillet 2009 : le cinéaste Adama Drabo meurt à Bamako[29].

- 31 juillet 2009, les députés de l’Alliance pour la démocratie au Mali-Parti africain pour la solidarité et la justice (Adema-Pasj), de l’Union pour la république et la démocratie (URD) et du Mouvement patriotique pour le renouveau (MPR) constituent un intergroupe parlementaire, composées de 86 députés sur 147. Auparavant, les députés des groupes parlementaires des Indépendants, de l'Alliance pour la consolidation de la majorité (Acm), du Congrès national d'initiative démocratique (Cnid) et de la Convergence pour le développement du Mali (Codem) ont formé un intergroupe dénommée Alliance pour la consolidation de la démocratie et qui regroupe 39 députés[30]

### Août 2009
- 1er août 2009 et le dimanche 2 août 2009, une réunion de réconciliation entre les différentes communautés du Nord du Mali s'est tenue à Tombouctou avec la présence d'élus, de chefs de tribu et de notables de différentes ethnies présentes dans le nord du Mali : Songhaïs, Arabes et Touaregs. Afin de régler les conflits, un mécanisme traditionnel a été mis en place où les chefs religieux et les sages jouent un rôle central. Les participants ont également décidé d'apporter leur soutien au gouvernement malien dans sa lutte contre Al-Qaïda au Maghreb islamique[31].

- 22 août 2009 : L’équipe du Djoliba AC a remporté la finale de la Coupe du Mali de football face au Stade malien en s’imposant 1 à 0 au stade Amary Daou de Ségou par un but de Lassana Diallo[32].

- 25 août 2009 : Mandé Sidibé, ancien Premier ministre et frère de l’actuel Premier ministre Modibo Sidibé, est décédé à Paris.

- 29 août 2009 : L’équipe de l’AS Police a remporté la finale de la Coupe du Mali de basket féminin en s’imposant face à l'USFAS club[33]. L’AS Réal (Bamako) a remporté la finale de la 40e édition de la coupe du Mali de basket masculin en battant l’As Police 79 à 42[34].

### Septembre 2009
- 5 septembre 2009, les « aiglonnes », Équipe du Mali de basket-ball féminin junior a remporté la première édition du Championnat d'Afrique U16 féminin en battant l’Égypte en finale 78 contre 64 au stade omnisports Modibo-Keïta de Bamako[35].

- 6 septembre 2009, l’Équipe du Mali de football a rencontré l’équipe du Bénin dans le cadre des éliminatoires pour la Coupe du monde de football et de la Coupe d’Afrique des nations. Les deux équipes ont fait match nul 1-1. Les buts ont été marqués par le Malien Mamadou Samassa (première sélection avec les « Aigles ») et le Béninois Mohamed Aoudou. L’équipe du Mali était composé de Mahamadou Sidibé (capitaine), Adama Coulibaly, Bakary Soumare, Adama Tamboura, Drissa Diakité, Bakaye Traoré, Mamadou Diallo, Soumaïla Coulibaly, Modibo Maïga, Seydou Keita, Mahamane Traoré, Mamadou Samassa, Alphousseïny Traoré et Frédéric Kanouté[36]. À l’issue de la rencontre qui s’est déroulée au Stade de l'Amitié à Cotonou, des supporters maliens ont été pris à part par des supporters béninois[37].

- 22 septembre 2009 :
  - (Fête nationale du Mali) : lors du discours prononcé à l’occasion du 49e anniversaire de l’indépendance du Mali, le président Amadou Toumani Touré a souhaité une refonte du système électoral censé lutter contre la fraude électorale et le désintérêt manifesté par une majorité de la population en s’abstenant lors des consultations électorales. Il s’est prononcé pour la suppression des structures actuelles d’organisation, l’annulation des listes électorales actuelles et la constitution d’un nouveau fichier électoral à partir des résultats du RAVEC, et la création d’une autorité indépendante (l’Agence générale aux élections) ayant pour missions l’élaboration et la mise en œuvre des lois et règlements régissant les élections présidentielle, législatives et communales[38].
  - Depuis le début de la saison des pluies (juin), les inondations ont causé dans le pays la mort de 20 personnes et en ont affecté 12 500 autres.

- 28 septembre 2009 : ouverture de la 4e session du Comité intergouvernemental de sauvegarde du patrimoine immatériel de l’Unesco à Abou Dabi (Émirats arabes unis) jusqu'au 2 octobre 2009. Elle a décidé d’inscrire notamment le « Sanké mon, rite de pêche collective dans la mare Sanké » sur la Liste du patrimoine immatériel nécessitant une sauvegarde urgente et la « Charte du Manden proclamée à Kouroukanfouga » et la « Cérémonie septennale de réfection du Kamabulon, Case sacrée de Kangaba » sur la Liste représentative du patrimoine culturel immatériel de l’humanité[39].

### Octobre 2009
- 7 octobre 2009 : Le Conseil des ministres a examiné une communication relative aux résultats provisoires du 4e Recensement Général de la Population et de l’Habitat (RGPH) réalisé du 1er au 14 avril 2009 sur toute l’étendue du territoire national. La population résidente s’élève à 14 517 176 habitants contre 9 810 911 habitants en 1998, soit un taux de croissance annuelle moyen de 3,6 %[40]. Voir Démographie du Mali.

- 11 octobre 2009 : L’Équipe du Mali de football a rencontré l’équipe du Soudan au stade du 26 mars de Bamako dans le cadre des éliminatoires pour la Coupe du monde de football et de la Coupe d’Afrique des nations. L’équipe malienne l’a emporté 1 à 0, but marqué par le Malien Frédéric Oumar Kanouté. L’équipe du Mali était composée de Mahamadou Sidibé, Adama Coulibaly, Adama Tamboura, Bakary Soumare, Bakaye Traoré, Tenema N'Diaye, Drissa Diakité, Mahamadou Diarra (capitaine), Seydou Keita, Frédéric Oumar Kanouté, Modibo Maïga ; Sigamary Diarra et Mamadou Samassa. Avec cette victoire, le Mali, classé deuxième du groupe D, l’Équipe du Mali de football se qualifie pour la Coupe d’Afrique des nations qui se jouera en 2010 en Angola[41].

- 12 octobre 2009 : Le bureau de l’Assemblée nationale est renouvelé. Hamadaou Sylla (3e vice-président), Aliou Aya (5e vice-président), Hadi Niangado (8e vice-président) et Djiré Pendaré Traoré (4e secrétaire parlementaire) y font leur entrée[42].

- 14 octobre 2009 : Le Conseil des ministres a adopté un décret portant reconnaissance d’utilité publique le Haut conseil des Maliens de l'extérieur[43]

- 30 octobre 2009 :
  - Les présidents malien Amadou Toumani Touré, sénégalais, Abdoulaye Wade et mauritanien Mohamed Ould Abdel Aziz et le Premier ministre de Guinée Kabiné Komara ont procédé à la pose de la première pierre de l’aménagement hydroélectrique de Félou dans la région de Kayes[44].
  - La chanteuse malienne Ramata Diakité est décédée à Ouagadougou (Burkina Faso).

### Novembre 2009
- 1er novembre 2009 : Le rebelle Ibrahim ag Bahanga a, dans une déclaration lue par son porte-parole Hambery Ag Rhissa lors de la rencontre des communautés du Nord-Mali, au stade municipal de Kidal, annoncé qu’il entend "s’inscrire résolument dans le processus de la paix et renonce à l'usage de la violence comme moyen de revendication" et inscrire "son action politique dans le dialogue, la paix et la démocratie"[45]

- 5 novembre 2009 :
  - À la suite des pluies importantes du weekend précédent (75 millimètres en 48 heures, une des tours de la Grande mosquée de Djenné s’est effondrée, faisant 4 blessés légers chez les ouvriers travaillant à la réhabilitation de l’édifice[46].
  - L’Assemblée nationale adopte la loi relative à la création d'un Fonds d'investissement, de développement et de réinsertion socio-économique des régions du Nord-Mali par 127 voix pour, 0 contre et 2 abstentions. Ce fonds est destiné à financer 39 projets et programmes de développement des régions de Kidal, Gao et Tombouctou pour un montant de plus de 700 milliards de francs CFA. Cette loi répond à un engagement pris par le gouvernement malien lors des Accords d'Alger de 2006[47].
  - Un avion Boeing en provenance du Venezuela a atterri sur une piste artisanale près du village de Tarkint à environ 150 km au nord est de Gao. Après avoir déchargé une cargaison de 10 tonnes de cocaïne, l’avion aurait tenté de décoller mais s’est écrasé juste après. L’équipage aurait pris la fuite après avoir mis le feu à l’appareil. L’opposition, notamment le parti Solidarité africaine pour la démocratie et l'indépendance (SADI) a demandé la constitution d’une Commission d’enquête parlementaire[48].

- 6 novembre 2009 : Le coup d’envoi de la 6e édition du festival Triangle du balafon a été donné au Stade Babemba Traoré à Sikasso en présence du ministre de la Jeunesse et des Sports Hamane Niang[49].

- 7 novembre 2009 : Les 8e Rencontres africaines de la photographie ont été ouvertes par le Premier ministre Modibo Sidibé au Musée national du Mali à Bamako[50].

- 26 novembre 2009 : Un ressortissant français, Pierre Camatte (61 ans), président de l’organisation non gouvernementale Icare qui lutte contre le paludisme dans le Cercle de Ménaka et du comité de jumelage de la ville française de Gérardmer et de la commune rurale malienne de Tidermène, a été enlevé dans l’hôtel dont il est gérant à Ménaka, dans la région de Gao. Le ministère de la Sécurité Intérieure et de la Protection Civile a confirmé et condamné l’enlèvement[51]. Le 8 décembre 2009 le mouvement terroriste Al-Qaïda au Maghreb islamique (Aqmi) a revendiqué dans un enregistrement sonore diffusé par la chaîne de télévision Al Jazeera, l’enlèvement du Français ainsi que de trois Espagnols en Mauritanie le 29 novembre 2009[52].

- 27 novembre 2009 : Selon un responsable malien, le Français enlevé mercredi est retenu par des membres de « l'aile dure » d'Al-Qaïda au Maghreb islamique, le même groupe qui a exécuté, il y a 6 mois, un otage britannique[53]. Le ministère français des Affaires étrangères appelle les Français vivant dans le nord et l'est du Mali, ainsi que dans les zones frontalières proches, « à quitter immédiatement la zone en raison d'une nouvelle aggravation de la menace terroriste ».

### Décembre 2009
- 9 décembre 2009, le Conseil des ministres a adopté un projet de loi portant création de l’Université de Ségou[54], établissement public à caractère scientifique, technologique et culturel qui a pour mission de contribuer à la mise en œuvre de la politique nationale en matière d’enseignement supérieur et de recherche scientifique. L’Université de Ségou comportera plusieurs structures de formation et de recherche :
  - la Faculté des sciences sociales (FASSO) ;
  - la Faculté d’agronomie et de médecine animale (FAMA) ;
  - la Faculté du génie et des sciences (FAGES) ;
  - la Faculté des Sciences de la Santé (FASS) ;
  - l’Institut universitaire de formation professionnelle (IUFP).

- 10 décembre 2009, Fodié Touré a été reconduit à la présidence du Syndicat autonome de la magistrature à l’issue de son 5e congrès[55].

- 21 décembre 2009, Hamadoun Traoré a été reconduit à la présidence du bureau exécutif de l’Association des élèves et étudiants du Mali lors du 17e congrès qui s’est tenu à Bamako.

- 26 décembre 2009, lors du 3e congrès du Parti pour la renaissance nationale au Centre international de conférences de Bamako, Tiébilé Dramé a été réélu à la présidence du parti[56].

- 31 décembre 2009 :
  - Al-Qaïda au Maghreb islamique réclame 7 millions de dollars (4,8 millions d'euros) et la libération de plusieurs de ses membres détenus en Mauritanie contre la libération des trois volontaires humanitaires espagnols — Roque Pascual, 50 ans, Albert Vilalta, 35 ans, et Alicia Gamez, 35 ans — séquestrés depuis le 29 novembre et retenus en otages au Mali. Le gouvernement espagnol est informé des exigences des ravisseurs et le président du Mali, Amadou Toumani Touré, joue « un rôle fondamental dans les négociations »[57].
  - Lors des vœux à la Nation, le président Amadou Toumani Touré a indiqué qu’il entend proposé une révision de la constitution soumise à référendum qui prévoit :
    - un réaménagement du pouvoir au sein de l’Exécutif ;
    - la création d’un Sénat ;
    - la réorganisation de la Cour suprême, de la Cour constitutionnelle du Conseil économique, social et culturel, de la Haute cour de justice et du Conseil supérieur de la magistrature ;
    - la création d’une Cour des comptes et d’un organe unique et indépendant de régulation de l’audiovisuel ;
    - le renforcement des droits et libertés avec l’extension des attributions du Médiateur de la République ;
    - l’institution du contrôle de constitutionnalité par voie d’exception ;

Le chef de l’État a également annoncé un projet de redécoupage administratif du territoire avec la création de nouvelles régions et de nouveaux cercles et la transformation des six communes de Bamako en arrondissements[58].